# Polabské muzeum
Polabské muzeum je příspěvkovou organizací zřízenou Středočeským krajem. Sídlem muzea jsou Poděbrady; jeho součástí jsou tyto expozice:
- Polabské muzeum v Poděbradech
- Památník krále Jiřího z Poděbrad (zámek Poděbrady)
- Polabské národopisné muzeum (skanzen polabské lidové architektury) v Přerově nad Labem
- Vlastivědné muzeum v Nymburku
- Muzeum Bedřicha Hrozného v Lysé nad Labem
- Galerie Melantrich v Rožďalovicích
- Městské muzeum v Sadské
- Muzeum Královéměstecka v Městci Králové.